# Мира (Кунео)
Мира је насеље у Италији у округу Кунео, региону Пијемонт.
Према процени из 2011. у насељу је живело 25 становника. Насеље се налази на надморској висини од 347 м.